# جزيرة تقزيرت
هي جزيرةجزائرية تقع في ولاية تيزي وزو تحديدًا ببلدية تقزيرت و تقزيرت ب الامازيغية تعني الجزيرة وهي مشتقة من العربية و تنطق تگزيرت  وهي جزيرة جميلة و تعد صغيرة نوعا ما تقع بمحاداة المناء و قريبة من الشاطئ جدا تعد الجزيرة الوحيدة المتواجدة في تيزي وزو.

## التسمية
تقزيرت تعني بالامازيغية الجزيرة وهي كلمة مشتقة من الكلمة العربية (جزيرة)و كان الرومان يسمونها ب «ايومينيوم» والذي كدلك يعني الجزيرة.